# Измозик, Владлен Семёнович
Владле́н Семёнович Измо́зик (род. 20 июля 1938, Ленинград, СССР) — советский и российский историк, специалист по истории России первой половины XX века и истории российских спецслужб. Доктор исторических наук, профессор (2000).

## Биография
В 1945—1955 годах учился в школе № 69 имени Пушкина Петроградского района.
В 1955 году поступил на исторический факультет Ленинградского государственного педагогического института имени М. Н. Покровского. В 1960 году окончил с отличием историко-филологический факультет Ленинградского государственного педагогического института имени А. И. Герцена. Учителя: А. З. Ваксер, Р. Ш. Ганелин.
В 1960—1962 годах — воспитатель и учитель истории школы-интерната в г. Приозерске Ленинградской области.
В 1962—1964 годах проходил службу в Советской армии.
В 1965—1978 годах — учитель и завуч Всеволожской заочной средней школы.
В 1978—2012 годах — методист, начальник учебного отдела, старший преподаватель, доцент, профессор кафедры социально-гуманитарных наук Северо-Западного государственного заочного политехнического университета.
В ноябре 1979 года в Ленинградском государственном педагогическом институте имени имени А. И. Герцена под научным руководством доктора исторических наук, профессора А. З. Ваксера защитил диссертацию на соискание учёной степени кандидата исторических наук по теме «Классовая борьба в социалистической промышленности в первые годы нэпа 1921—1925: (На материалах Ленинграда)» (специальность 07.00.02 — история СССР).
В 1995 году в Московском педагогическом государственном университете защитил диссертацию на соискание учёной степени доктора исторических наук по теме «Политический контроль в советской России. 1918—1928 гг.» (специальность 07.00.01 — история общественных движений и политических партий). Официальные оппоненты — доктор исторических наук, профессор В. И. Старцев, доктор исторических наук, профессор В. С. Лельчук и доктор исторических наук, профессор Л. И. Семенникова. Ведущая организация — Академия Федеральной службы безопасности России.
С 2012 года — профессор кафедры истории и регионоведения гуманитарного факультета Санкт-Петербургского государственного университета телекоммуникаций имени профессора М. А. Бонч-Бруевича.

## Научная деятельность
В. С. Измозик — признанный авторитет по истории России первой половины XX века и в изучении истории российских спецслужб. Его докторская диссертация «Политический контроль в советской России. 1918—1928 гг.», защищенная в сентябре 1995 г. в Московском государственном педагогическом университете, открыла новое направление в изучении российского прошлого: историю политического контроля. Одновременно В. С. Измозик стал крупнейшим специалистом в изучении истории российской перлюстрации («чёрных кабинетов»). Активный участник всех «Исторических чтений на Лубянке», проходящих с 1997 г., «Исторических чтений на Гороховой, 2», «Исторических чтений на ул. Андропова, 5». Всего за эти годы им опубликовано более 300 научных работ по вопросам политической и социально-экономической истории: истории политического контроля, перлюстрации, российской революции 1917—1921 гг., рабочего класса, интеллигенции и т. д. Ряд статей В. С. Измозика опубликован в ведущих исторических журналах США и Израиля. Он неоднократно выступал оппонентом на защитах кандидатских и докторских диссертаций.
Одновременно профессор В. С. Измозик последние 20 лет активно участвовал в разработке новых курсов по Отечественной истории, обеспечении их учебно-научной и учебно- методической литературой. Был членом авторского коллектива, издавшего учебник «История Отечества. 1939—1996 гг.» для 11 класса средней школы (СПб., 1998). Вместе с д.и.н., профессором А. Ю. Дворниченко выступил научным редактором и одним из авторов учебника для абитуриентов и студентов «История России. IX—XX века», рекомендованным в 1999 г. Министерством общего и профессионального образования РФ в качестве учебника для студентов высших учебных заведений, обучающихся по неисторическим специальностям. В течение ряда лет учебники В. С. Измозика, О. Н. Журавлёвой и С. Н. Рудника «История России. 9 и 11 классы» (М.: Вентана-Граф) входили в число пособий, рекомендованных к использованию в образовательном процессе.
Является заместителем главного редактора журналов «Клио» и «История Петербурга». Им сформулировано и положено начало исследованию актуального научного направления — истории политического контроля, его форм, методов, значения в истории России XIX—XX вв.
"Положительным опытом создания новой партийной (ВКП(б) - прим.) истории" называла коллективную монографию "Подлинная история РСДРП – РКП(б) – ВКП(б). Краткий курс. Без умолчаний и фальсификаций" (2010), с В. Измозиком как первым автором, проф. Л. Н. Мазур.

## Награды
- Медаль «В ознаменование 100-летия со дня рождения Владимира Ильича Ленина» (1970)
- Медаль «За вклад в российское просветительство» имени академика И. Ф. Образцова (2009)
- Медаль Союза ветеранов государственной безопасности
- Почётная грамота Общества по изучению истории российских спецслужб

## Научные труды

### Монографии
- Глаза и уши режима: Государственный политический контроль за населением советской России. — СПб. : Изд-во Санкт-Петербург. ун-та экономики и финансов, 1995. — 164 с. ISBN 5-7310-0438-2
  - Государственный политический контроль за населением советской России (1917—1928). — СПб.: СПбГУТ, 2021. — 278 с.

```
    Глаза и уши режима: Государственный политический контроль, 1917-1928. М.: НЛО, 2024.- 536 с.
```

- Высшие органы государственной власти и управления России IX—XX вв. : Справочник / Северо-запад. акад. гос. службы; А. С. Тургаев и др. — СПб.: СЗАГС: Образование-культура, 2000. — 368 с. ISBN 5-88857-070-2 (член авторского коллектива).
- Жандармы России. Политический розыск в России XV—XX век/ Сост. В. С. Измозик. — СПб.: Нева; М.: ОЛМА-Пресс, 2002. — 640 с. — (Новейшие исследования) (Серия «Архив») ISBN 5-7654-2449-X
- Пешком по Миллионной / О-во «Знание» Санкт-Петербурга и Ленингр. обл. — СПб.: О-во «Знание» Санкт-Петербурга и Ленингр. обл., 2004. — 198 с. ISBN 5-7320-0730-X
- Зданович А. А., Измозик В. С. Сорок лет на секретной службе: жизнь и приключения Владимира Кривоша / О-во изучения истории отечественных спецслужб, Ассоц. Военная книга. — М.: Икс-Хистори: Кучково поле, 2007. — 383 с. — (История XX века. Судьбы, события, документы, версии) ISBN 978-5-901679-70-8, 3000 экс. (Издана на словацком языке в 2017 г.)
- Измозик В. С., Старков Б. А., Павлов Б. А., Рудник С. Н. Подлинная история РСДРП—РКПб—ВКПб. Краткий курс. Без умолчаний и фальсификаций. — СПб.: Питер, 2010. — 492 с. ISBN 978-5-49807-254-8
- Измозик В. С., Лебина Н. Б. Петербург советский: «новый человек» в старом пространстве, 1920—1930-е годы: (социально-архитектурное микроисторическое исследование). — СПб.: Крига, 2010. — 233 с. ISBN 978-5-901805-46-6
  - Измозик В. С., Лебина Н. Б. Петербург советский: «новый человек» в старом пространстве, 1920—1930-е годы: (социально-архитектурное микроисторическое исследование). — 2-е изд., испр. — СПб.: Крига, 2010. — 233 с. ISBN 978-5-901805-62-6 : 1000 экз.
- Цензоры Российской империи, конец XVIII — начало XX века: биобиблиографический справочник / О. Ю. Абакумов и др.; редкол.: В. Р. Фирсов (пред.) и др. ; Российская нац. б-ка. — СПб.: Российская нац. б-ка, 2013. — 480 с. — ISBN 978-5-8192-0442-9 (член авторского коллектива).
- «Чёрные кабинеты». История российской перлюстрации. XVIII — начало XX века. — М.: НЛО, 2015. — 696 с.
  - Тайна «Чёрного кабинета». Страницы истории российской перлюстрации. Фрагменты из книги Владлена Измозика Архивная копия от 29 ноября 2018 на Wayback Machine // Журнал «Огонёк». — 16.03.2015. — № 10. — С. 40.
- Измозик В. С. , Гехт А. Б. Британский разведчик Пол Дюкс и петроградские чекисты. СПб.: Крига. 2022. — 696 с. — ISBN 978-5-907253-11-7

### Учебники
- Измозик В. С., Денисенко В. П., Островский В. П., Старцев В. И. История Отечества, 1939—1996 гг. : Учеб. для 11-го кл. / Научн. ред. А. Б. Николаев. — СПб.: Специальная литература, 1998; 2000. — 375 с.
- История России. IX—XX вв. Учебник для абитуриентов и студентов. — СПб.: Нестор, 1999. — 529 с. (научный редактор, член коллектива авторов).
- История России. IX—XX вв. — 3-е. изд. — М.: Гардарика, 2007 (научный редактор, член коллектива авторов).
- Измозик В. С., Рудник С. Н. История России. 11 класс. Учебник для учащихся общеобразовательных учреждений. М.: Вентана-граф, 2008—2010.
- Измозик В. С., Журавлева О. Н., Рудник С. Н. История России. 9 класс. Учебник для учащихся общеобразовательных учреждений. М.: Вентана-граф, 2011—2014.
- Измозик В. С., Журавлева О. Н., Рудник С. Н. История России. 10 класс. Учебник для учащихся общеобразовательных учреждений. М.: Российский учебник, 2020.

### Статьи
на русском языке
- Ваксер А. З., Измозик В. С. Изменение общественного облика советского рабочего 20-30-х годов // Вопросы истории. — 1984. — № 11. — С. 93—109.
- Измозик В. С., Фролов Б. В. Противоречивость социально-экономического развития советского общества в 1920-е 1930-е гг. // Вопросы истории КПСС. — 1991. — № 5. — С. 118.
- Измозик В. С., Бейзер М. С. «Еврейский вопрос» в частной переписке советских граждан середины 20-х гг. (по материалам перлюстрации) // Вестник Еврейского университета в Москве. — 1994. — № 1 (23).
- Измозик В. С. Переписка через ГПУ // Родина. — 1994. — № 9. — С. 78.
- Измозик В. С. Временное правительство. Люди и судьбы // Вопросы истории. — 1994. — № 6. — С. 163.
- Измозик В. С. Перлюстрация в первые годы советской власти // Вопросы истории. — 1995. — № 8. — С. 26—35.
- Измозик В. С. Ф. Э. Дзержинский, ОГПУ и сионизм в середине 20-х годов // Вестник Еврейского университета в Москве. — 1995. — № 1. — С. 141.
- Измозик В. С. Политический контроль в Советской России. 1918—1928 гг. // Вопросы истории. — 1997. — № 7. — С. 32.
- Измозик В. С. НЭП через замочную скважину: советская власть глазами советского обывателя // Родина. — 2000. — № 8. — С. 81—87.
- Измозик В. С. Чёрный кабинет. К истории перлюстрации в России Архивная копия от 20 декабря 2018 на Wayback Machine // Родина. — 2000. — № 10.
- Измозик В. С., Лебина Н. Б. Жилищный вопрос в быту ленинградской партийно-советской номенклатуры 1920—1930-х годов // Вопросы истории. — 2001. — № 4. — С. 98—110.
- Измозик В. С. Виталий Иванович Старцев — учёный, педагог, популяризатор науки // Вопросы истории. — 2001. — № 7. — С. 167—174.
- Измозик В. С., Семёнов В. Е., Рабжаева М. В. Петроград на переломе эпох. Город и его жители в годы революции и Гражданской войны // Отечественная история. — 2002. — № 5. — С. 205.
- Измозик В. С., Рудник С. Н. Три века Петербурга // Отечественная история. — 2004. — № 6. — С. 182—187.
- Измозик В. С. Ю. В. Рубцов. Из-за спины вождя. Политическая и военная деятельность Л. З. Мехлиса, 2-е изд. М., 2003 // Новая и новейшая история. 2005. — № 6. — С. 218—219.
- Измозик В. С. Профессору Виктору Александровичу Иванову — 55 лет // Вестник Санкт-Петербургского университета. История. — 2007. — № 2. — С. 258—260.
- Измозик В. С. Россия начала XX века глазами чинов полицейского розыска Российской империи // Вопросы истории. — 2010. — № 12. — С. 153.
- Измозик В. С. Дело Гот-Гарта. Что бывает за письмо Сталину летом 1938 года // Родина. — 2010. — № 1. — С. 94—97.
- Измозик В. С. Александр II и два капитана // Родина. — 2012. — № 3. — С. 85—90.
- Измозик В. С. Н. С. Лесков и «чёрные кабинеты» // Русская литература. — 2012. — № 2. — С. 142—144.
- Измозик В. С. Дело «красных финнов» Архивная копия от 29 ноября 2018 на Wayback Machine // Гуманитарные исследования в Восточной Сибири и на Дальнем Востоке. — 2014. — № 4 (30). — С. 69—82.
- Измозик В. С. М. И. Бенкендорф и Петроградская ЧК // Русская литература. — 2015. — № 4. — С. 128—133.
- Измозик В. С. Советское государство и крестьянство в 1930-е гг.: хрупкое единство. Рец. : Кедров Н. Г. Лапти сталинизма. Политическое сознание крестьянства Русского Севера в 1930-е годы. М.: Политическая энциклопедия, 2013. 280 с. Архивная копия от 29 ноября 2018 на Wayback Machine // Историческая экспертиза. — 2015. — № 3 (4). — С. 163—168.
- Измозик В. С. И. Ф. Манасевич-Манулйлов: конец биографии // Вопросы истории. — 2017. — № 5. — С. 104—110.
- Измозик В. С. Письма во власть и реакция власти. 1945—1947 гг. Архивная копия от 21 июля 2018 на Wayback Machine // Новейшая история России. — 2017. — № 1 (18). — С. 226—244.

на других языках
- Voices from the Twenties: Private Correspondence Intercepted by the OGPU (Голоса из двадцатых: частная переписка, перехваченная ОГПУ)// The Russian Review (Русское обозрение). Нью-Йорк. 1996. № 2. С.287-308.
- Frim the periustration files (1926) a yong man´s letter to the British embassy and subsejuent interrogation (Из перлюстрированных дел (1926 г.): письмо молодого человека к британскому послу и последующий допрос// Russian History (Русская история). Университет Южной Калифорнии. Весна-лето 1997. № 1-2. С.171-187.

## Публицистика
- Измозик В. С. Голоса из прошлого. Письма 20-х гг., не дошедшие до адресатов // Наука и жизнь. — 1994. — № 3.
- Измозик В. С. Интересно, вскрывают ли сегодня нашу корреспонденцию? Пишите письма — их прочтут… Архивная копия от 29 ноября 2018 на Wayback Machine // Еженедельник «Аргументы и Факты». — 20.09.1995. — № 38.